# Catherine Stevens
Catherine Stevens, född 7 augusti 1917, är en friidrottare från Belgien. Hon deltog vid olympiska sommarspelen 1936.